# Forces armées de la République de Saint-Marin
Les forces armées de Saint-Marin regroupent l'ensemble des unités militaires de la République de Saint-Marin.
La République de Saint-Marin possède l’une des plus petites armées au monde. Ses différentes branches ont des fonctions variées telles que : remplir des missions cérémonielles, patrouiller aux frontières, garder les édifices gouvernementaux et assister la police dans les affaires criminelles les plus importantes. Il existe aussi une gendarmerie militaire. L’ensemble du corps militaire de Saint-Marin dépend de la coopération entre les forces professionnelles et les réservistes de la Corpi Militari Volontari ou force militaire volontaire. La défense du territoire dans le cas d’une agression extérieure est la responsabilité des forces armées italiennes.

## Les branches de l’armée

### Le corps des arbalétriers
Bien qu’il constitue le cœur de l’armée de Saint-Marin, le corps des arbalétriers a aujourd’hui une fonction uniquement cérémonielle avec une force de 70 soldats volontaires. Le corps des arbalétriers existe depuis le statut national de 1295. Il est décrit par le gouvernement comme « la plus ancienne formation militaire de la République ». Son uniforme est encore d’inspiration médiévale et si l’unité a encore un statut militaire, elle n’a plus aucune mission militaire. Au milieu du XXe siècle, le corps des arbalétriers est réduit à la simple fonction de parade. Toutefois, en 1956, la pratique du tir à l’arbalète renaît et les membres du corps s’entraînent à cet exercice. En outre, une fédération d’arbalètes est créée dans le but d’encourager la pratique et d’organiser des compétitions. De fait, si l’unité est aujourd’hui purement cérémonielle, elle garde une certaine activité.

### Les gardes du rocher (ou corps de la garde de la forteresse)
La garde du rocher (en italien : ‘’Guardia di Rocca’’) est une unité des forces armées de Saint-Marin. Son origine précise est difficile à situer du fait d’amalgames avec d’autres unités. Son rôle a dernièrement été redéfini par le statut de 1987 et l’unité est probablement une composante de l’armée depuis 1754. Toutefois, l’unité est aussi connue sous le nom de garde de la forteresse ce qui ferait remonter l’origine de l’unité aux premières unités militaires de Saint-Marin. La garde du rocher est l’unité de garde-frontières de l’État et a la responsabilité de la surveillance et de la protection des frontières. En tant que gardes de la forteresse, les membres de cette unité sont aussi amenés à assurer la garde du Palazzo Publico qui est le siège du gouvernement. C’est dans cette fonction que l’unité est souvent aperçue par les touristes et connue pour sa cérémonie colorée de la relève de la garde. Depuis le statut de 1987, les gardes du rocher ont aussi une fonction d’officiers de police criminelle (en plus de leur fonction militaire) et doivent assister la police dans la résolution d’affaires criminelles majeures.

#### Unité d'artillerie
La majorité des membres de la garde du rocher sont des soldats à plein temps mais il existe aussi une compagnie d’artillerie composée de volontaires qui a une fonction purement cérémonielle consistant à faire feu avec les obusiers lors des cérémonies. Cette unité de volontaires contribue à la survivance de la fonction de canonniers de la garde de la forteresse. Bien que les deux unités appartiennent au corps de la garde et portent le même uniforme, l’unité d’artillerie a un insigne de tête différent comme souvenir de ses origines historiques.

### La garde du conseil

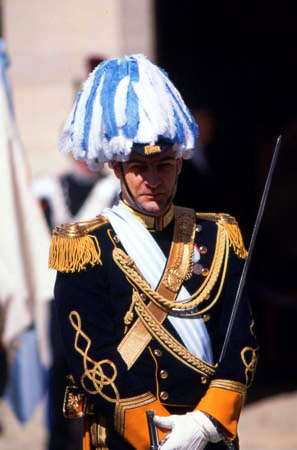
Membre de la garde du conseil

Cette unité est aussi connue localement sous le nom de Garde des Nobles. Le site du tourisme officiel national explique cette autre dénomination de la façon suivante : « À l'origine connue sous le nom de Guardia Nobile (Garde des Nobles), ce nom est toujours utilisé aujourd’hui pour souligner le fort prestige institutionnel des missions que cette unité est amenée à remplir ». La garde du conseil est créée en 1740 et est composée presque uniquement de volontaires. Sa fonction est largement cérémonielle bien que certains de ses membres suivent un entraînement militaire. Du fait de leur uniforme coloré, la garde du conseil est sans doute l'unité la plus connue des forces armées de Saint-Marin. Les missions de cette unité sont de protéger les capitaines-régents et de défendre le Grand Conseil Général durant ses sessions. En outre, l'unité a une fonction de gardes du corps cérémoniels pour le gouvernement lors des festivals.

### La milice
Jadis, chaque famille ayant au moins deux membres masculins devait envoyer la moitié de ses hommes s'enrôler dans la Compagnie de la milice en uniforme. Cette compagnie reste l'unité de combat de base des forces armées de la République de Saint-Marin bien qu'elle n'ait plus maintenant qu'une fonction principalement cérémonielle. Toutefois, tous ses membres suivent un entraînement militaire complet incluant l'utilisation d'armes à feu. En outre, l'unité peut remplir certaines missions de police et de gendarmerie. Le fait de joindre la milice est considéré comme une fierté et un devoir civique pour de nombreux habitants de la République de Saint-Marin. Tous les habitants de la république résidant à Saint-Marin depuis au moins six ans peuvent s'enrôler dans cette milice. Les femmes autant que les hommes peuvent appartenir à cette compagnie mais les hommes restent majoritaires.
Les officiers sont armés d'épées et de pistolets tandis que les autres militaires de la compagnie sont équipés de mousquets et de baïonnettes. L'uniforme est de couleur bleu foncé et comporte un képi comportant une plume bleue et blanche.

### La gendarmerie
Créé en 1842, le corps de gendarmerie de Saint-Marin (en italien : Corpo della Gendarmeria della Repubblica di San Marino) est un service de police sous statut militaire. Il est dirigé par le secrétaire d'État pour la politique et les affaires étrangères. Les gendarmes servent à plein temps et ont pour mission la protection des citoyens et de leur propriété ainsi que le maintien de la loi et de l'ordre.
La gendarmerie est divisée en deux divisions : la division de la police criminelle et la division volante. Chacune de ces divisions est divisée en brigades opérationnelles.

## Sources
- « Site de la garde du conseil » (consulté le 19 février 2012)
- (en) « Page du site gouvernemental sur la force militaire » (consulté le 19 février 2012)